# Нова Англия
 Тази статия е за историческата област.  За колонията вижте Нова Англия (доминион).  
Нова Англия (на английски: New England) е географски регион в североизточната част на САЩ, състоящ се от щатите Мейн, Масачузетс, Ню Хампшир, Върмонт, Роуд Айлънд и Кънектикът. Граничи с щата Ню Йорк на запад и с канадските провинции Ню Брънзуик и Квебек на североизток и север респективно. Атлантическият океан се намира на изток и югоизток, а Лонгайлъндският проток е на юг. Бостън е най-големият град в Нова Англия, както и столицата на щата Масачузетс. Най-големият метрополен регион е Голям Бостън с близо една трета от цялото население на региона, който също включва и Устър, Масачузетс (вторият най-голям град в Нова Англия), Манчестър, Ню Хампшър (най-големият град в Ню Хампшър) и Провидънс, Роуд Айлънд (столицата и най-големият град на Роуд Айлънд).
Физическата география на Нова Англия е разнообразна за такава малка област. Югоизточна Нова Англия е покрита от тясна крайбрежна равнина, докато в западните и северните райони преобладават хълмовете и износените върхове на северния край на Апалачите.
Нова Англия е първото място на американския континент, където се заражда американската литература и философия, и първият район, който се преобразява по време на Индустриалната революция. Районът е известен със строгата си индивидуалност от останалата част на Америка, доколкото могат да съжителстват пуританство наравно с либерализъм, аграрен и индустриален имидж, изолация и имиграция.
Цялото население на Нова Англия е 14 853 290 (2018).

## История
На 10 април 1606 г. крал Джеймс I издава харта за Вирджинската компания, която включва Лондонската компания и Плимътската компания. Тези две частно финансирани предприятия имат за цел да изиксват земя за Англия, да извършват търговия и да получават печалба. През 1620 г. заселниците пристигат на Мейфлауър и основават Плимътската колония в Масачузетс, започвайки историята на постоянно европейско селище в Нова Англия. Десет години по-късно друга група пуритани се заселват на север (днешен Бостън) и формират колонията от Масачузетския залив.
През 1616 г. английският изследовател Джон Смит нарича района „Нова Англия“. Името е официално санкционирано на 3 ноември 1620 г., когато хартата на Вирджинската компания в Плимът е заменена с кралска харта за Плимътския съвет на Нова Англия, акционерно дружество, създадено да колонизира и управлява региона. Заселниците написват и подписват „Мейфлауърската спогодба“ преди да напуснат кораба и това става първият им управляващ документ. Колонията на Масачузетския залив доминира в района и е основана от кралска харта през 1629 г. с основен град и пристанище на Бостън, създаден през 1630 г.
През 1691 г. Плимътската колония е обединена с Колонията на Масачузетския залив и провинция Мейн (на английски: Province of Maine) в провинция Масачузетс Бей, впоследствие разделена на щати Масачузетс и Мейн.
През следващите 130 години Нова Англия участва в четири войни, докато накрая във Френската и индианска война побеждава дългогодишните си съперници – французите.
През 18 век колониите от Нова Англия оказват съпротива на усилията на британския парламент да им наложи нови данъци. Така нареченото Бостънско чаено парти предизвиква гнева на Великобритания, която приема закон (Intolerable Act, 1774 г.), с който премахва самоуправлението на колониите. Този акт добавя допълнително напрежение към вече зараждащата се Американска революция (1775 – 1783) и допринася за приемането на Декларацията на независимостта (1776 г.)

## География
Щатите от Нова Англия имат обща площ от 186 458 км2, което прави региона малко по-голям от щата Вашингтон и по-голям от Англия. Мейн сам по себе си представлява почти половината от общата площ на Нова Англия, но е само 39-ият по големина щат, малко по-малък от Индиана. Останалитещати са сред най-малките в САЩ, включително най-малкият щат – Роуд Айлънд.
Дългите хълмове, планините и назъбеното крайбрежие на Нова Англия са ледникови релефни форми, причинени от отстъплението на ледени плочи преди около 18 000 години през последния ледников период.
Нова Англия геологически е част от провинция Нова Англия, екзотична терен, състоящ се от планините Апалачи, планините Нова Англия и низините на крайбрежието. Апалачите следват границата между Нова Англия и Ню Йорк. Беркширите в Масачузетс и Кънектикът, Зелените планини във Върмонт, както и планината Таконик образуват гръбнкат на докмабрийски скали.

### Климат
Метеорологичните условия варират в зависимост от региона. Климатът на щатите Мейн, Ню Хемпшир, Върмонт е влажен с къси лета и студени зими. Кънектикът, Масачузетс, Род Айлънд, Южен Мейн, Южен Ню Хемпшир и Вермонт имат влажен климат с дълги, топли лета, но и със студени зими.
Есента пристига в Нова Англия по-рано, отколкото в съседните региони и благодарение на гъстите широколистни гори тя е с ярки цветове, което привлича много туристи.
Средните валежи варират от 40 до 60 инча (1000 – 1500 мм) годишно, въпреки че в северната част на Върмонт и Мейн е малко по-малко, 510 – 1000 мм. Дълбочината на сняг често надвишава 2,5 м, което прави ски курортите в Мейн, Ню Хемпшир и Вермонт изключително привлекателни през зимата.
Най-ниската температура, регистрирана в Нова Англия, е −46 °C. Най-малкият щат Род Айлънд е най-топлият в Нова Англия, а Мейн е най-студеният.

## Щати
Нова Англия се състои от следните щати:
- Върмонт
- Кънектикът
- Масачузетс
- Мейн
- Ню Хампшър
- Роуд Айлънд